# Бойл, Джеймс (правовед)
Джеймс Бойл (англ. James Boyle; род. 1959) — шотландский правовед, писатель, специалист в области авторского, информационного права и общественного достояния.

## Деятельность
Джеймс Бойл окончил Университет Глазго в 1980 году и впоследствии учился в Гарвардской школе права. С июля 2000 года он является преподавателем на юридическом факультете Университета Дьюка, а до этого преподавал в Американском университете, Йельской и Гарвардской школах права, юридическом факультете Пенсильванского университета.
Джеймс Бойл является одним из основателей и бывшим председателем Creative Commons. Он также является соучредителем Science Commons, организации, нацеленной расширять деятельность Creative Commons в области распространения научных, технических данных и упрощения доступа к образовательным ресурсам.
Бойл автор нескольких литературных произведений, например Shamans, Software and Spleens: Law and Construction of the Information Society и романа The Shakespeare Chronicles, опубликованного под лицензией Creative Commons.
В 2006 году в издательстве Duke University Press вышел комикс «Bound by Law? Tales from the Public Domain», посвящённый законам об интеллектуальной собственности и общественному достоянию. Комикс рассказывает о женщине-режиссёре Акико, которая преодолевает трудности, связанные с применением принципа добросовестного использования, в процессе работы над документальным фильмом. Иллюстрации включают как коллажи из известных произведений, так и изображения, созданные специально для комикса.
В своей последней работе по вопросам интеллектуальной собственности, The Public Domain: Enclosing the Commons of the Mind, Бойл утверждает, что нынешняя система защиты авторских прав не выполняет первоначальное предназначение: награждение и поощрение творчества. Эта книга также была опубликована под некоммерческой лицензией Creative Commons.
Бойл является колумнистом газеты Financial Times.

## Награды
В 2003 году Джеймс Бойл был удостоен премии «World Technology Award» в области права. За его исследования в области развития идей общественного достояния и анализу препятствующих этому факторов. В 2006 году получил «Duke Bar Association Distinguished Teaching Award». В 2010 году получил «EFF Pioneer Award».